# Зудель
Зудель (перс. زودل) — село в Ірані, у дегестані Сардар-е-Джанґаль, у бахші Сардар-е-Джанґаль, шагрестані Фуман остану Ґілян. За даними перепису 2006 року, його населення становило 23 особи, що проживали у складі 9 сімей.

## Клімат
Середня річна температура становить 10,24 °C, середня максимальна – 26,06 °C, а середня мінімальна – -7,58 °C. Середня річна кількість опадів – 416 мм.
| Клімат поселення                              | Клімат поселення | Клімат поселення | Клімат поселення | Клімат поселення | Клімат поселення | Клімат поселення | Клімат поселення | Клімат поселення | Клімат поселення | Клімат поселення | Клімат поселення | Клімат поселення | Клімат поселення |
| Показник                                      | Січ.             | Лют.             | Бер.             | Квіт.            | Трав.            | Черв.            | Лип.             | Серп.            | Вер.             | Жовт.            | Лист.            | Груд.            |                  |
| Середній максимум, °C                         | 5,31             | 5,70             | 8,30             | 14,86            | 20,52            | 24,80            | 26,06            | 25,92            | 22,01            | 18,28            | 12,28            | 6,36             |                  |
| Середня температура, °C                       | −1,14            | −0,75            | 1,86             | 8,40             | 14,07            | 18,35            | 21,27            | 21,12            | 17,20            | 13,49            | 7,48             | 1,56             |                  |
| Середній мінімум, °C                          | −7,58            | −7,21            | −4,58            | 1,96             | 7,62             | 11,90            | 16,48            | 16,33            | 12,40            | 8,69             | 2,68             | −3,24            |                  |
| Норма опадів, мм                              | 34               | 33               | 57               | 60               | 38               | 16               | 12               | 13               | 25               | 39               | 38               | 51               |                  |
| Середньомісячна швидкість вітру, м/с          | 2.04             | 2.46             | 2.52             | 2.63             | 2.16             | 1.92             | 2.17             | 2.09             | 1.78             | 1.92             | 2.04             | 1.97             |                  |
| Середньомісячна сонячна радіація, кДж/м²·день | 7430             | 9857             | 12088            | 16224            | 20007            | 22680            | 23061            | 19978            | 16859            | 12025            | 9042             | 7085             |                  |
| --------------------------------------------- | ---------------- | ---------------- | ---------------- | ---------------- | ---------------- | ---------------- | ---------------- | ---------------- | ---------------- | ---------------- | ---------------- | ---------------- | ---------------- |
| Джерело:                                      |                  |                  |                  |                  |                  |                  |                  |                  |                  |                  |                  |                  |                  |